# Uffelse
Uffelse is een buurtschap in de gemeente Leudal. Het vormt sinds 1952 samen met de noordelijker gelegen buurtschap Haler het dorp Haler-Uffelse.
De plaatsnaam is mogelijk afkomstig van de persoonsnaam Uffilo.

## Geschiedenis
De Uffelse Molen bestond al in de middeleeuwen. De buurtschap Uffelse vormde met Haler, Ell en Ittervoort het vierde kwartier van het vorstendom Thorn, totdat het vorstendom in de Franse Tijd werd opgeheven.
In 1946 wilden de inwoners van de buurtschappen Haler en Uffelse een eigen schoolgebouw, maar vanwege het gebrek aan een rooms-katholieke kerk in de buurtschappen werd dit niet toegestaan. Daarom werd eerst overgegaan tot de bouw van de Sint-Isidoruskerk, die in 1952 werd geopend en precies tussen Haler en Uffelse in ligt. In 1958 werd met woonbarakken uit de Noordoostpolder een gemeenschapshuis gebouwd: Ons Dorpshuis. De opening van een eigen school volgde in 1960. Rond de kerk, gemeenschapshuis en school ontstond een woonwijk, die de nieuwe kern ging vormen van het dorp Haler-Uffelse.
Dorpen: Baexem · Buggenum · Ell · Grathem · Haelen · Haler · Heibloem · Heythuysen · Horn · Hunsel · Ittervoort · Kelpen-Oler · Neer · Neeritter · Nunhem · Roggel

Buurtschappen: Aan de Bergen · Aan het Broek · Achter het Klooster · Asbroek · Beekkant · Berik · Blenkert · Brumholt · Caluna · Castert · De Horck · Dries · Eiland · Eind · Ellerhei · Gendijk · Geneijgen · Gerhegge · Haelense Broek · Hanssum · Heiakker · Heide (Heythuysen) · Heide (Roggel) · Heioord · Heugde · Hoek · Hollander · Hoogschans · Hoogstraat · De Horck · Kappert · Karreveld · Keizerbos · Kinkhoven · Laak · Maxet · Mortel · Nijken · Op de Bos · Ophoven · Overhaelen · Roligt · Santfort (deels) · Schaapsbrug · Schans (Ell) · Schans (Roggel) · Schillersheide · Smidstraat · Strubben · Uffelse · Venne · Vestjenshoek · Vlaas · Waije

Voormalige gemeenten: Haelen · Heythuysen · Hunsel · Roggel en Neer

Limburg: Steden en dorpen      Nederland: Provincies · Gemeenten